# オレクシー・ダニーロフ
オレクシー・ミアチェスラヴォヴィッチ・ダニーロフ（ウクライナ語: Олексій Мячеславович Данілов, ラテン文字転写: Oleksiy Miacheslavovych Danilov, 1962年9月7日 - ）は、ウクライナの政治家。2019年10月3日から2024年3月26日まで国家安全保障・国防会議長官を務めた。

## 経歴
1962年にソビエト連邦ウクライナ社会主義共和国ルハンスク州クラスニー・ルーチにて生まれる。1981年、スタロビルスク州立農場技術学校を卒業、獣医学の学位を取得。同年、彼はヴォロシロブグラド（現ルハーンシク）の農場で獣医師として働き始めた。1983年から1987年まで、彼はヴォロシロブグラド市の「5月1日」公園で獣医として働らいた。1987年から1991年まで、個人の獣医師として働く。1991年から1994年まで、個人で起業。
1994年から1997年までルハーンシク市長を務める。31歳はルハーンシク市の歴史上、最年少の市長だった。
1998年のウクライナ議会選挙では、ダニーロフは独立候補として選挙区103の議席獲得に挑み、落選した。
1999年、ルハーンシク大学を卒業し、歴史教師免許を取得。2000年、東ウクライナのヴォロディミル・ダール国立大学から経営学の修士号を取得した。2000年、ルハーンシク国立内政大学で法学の学位も取得。
2000年代初頭、ダニーロフはヤブコ党（党員時代に自由民主党と改名）の党員であった。2002年のウクライナ議会選挙では、この党の党員名簿から国会議員に当選しようとしたが、またしても落選した。
2000年には、議会の産業政策・起業家委員会のアドバイザーを務めた。2001年10月から2005年2月まで、ルハーンシク・イニシアティブを設立し、その議長に就任した。同時に、欧州統合・開発研究所の副所長も務めた。
2005年にはルハーンシク州知事も務めた。
2006年、Yulia Tymoshenko BlocからVerkhovna Radaに選出された。2007年のウクライナ議会選挙では、自由民主党から再選を目指したが、またしても落選した。国会議員を辞めた後、欧州統合開発研究所に戻り、前職の欧州統合開発研究所副所長に就任。
ダニーロフは、7月23日から2019年10月3日まで国家安全保障・国防会議副長官を務めた。2019年10月3日に長官に昇格した。2022年1月24日、ダニーロフは、ウクライナ国境付近でのロシア軍の動きは "ニュースではない"、"わが国への本格的な攻勢に関する発言に根拠はない "と述べた。
2024年3月26日、ウォロディミル・ゼレンスキー大統領がダニーロフを解任する大統領令に署名した。後任には前対外情報局長官のオレクサンドル・リトビネンコが任命された。
2024年3月29日、ゼレンスキー大統領より次期駐モルドバウクライナ大使候補に指名された。ただし実際にはダニーロフは任命されず駐モルドバウクライナ大使にはパウン・ロゴヴェイが任命された。

## 政治的見解
2021年10月、ダニーロフは、ウクライナにとって議会大統領制の共和国より大統領制の共和国の方が良いとの考えを示した。ダニーロフは、"自分が何を目指しているのかを理解している責任感のある人物 "がいてこそ、「飛躍が可能」だと主張した。ウクライナは議会大統領制の共和国である。

## 家族
ダニーロフはリュドミラと結婚している。夫妻には4人の子供と7人の孫がいる。彼の母親はルハーンシクに住んでいる。